# White Star Line
La White Star Line è stata una compagnia navale britannica. Fondata nel 1845 con il nome di White Star, fu tra le più note del periodo. Tra le navi più famose della compagnia troviamo la RMS Olympic, la RMS Titanic, passata alla storia per via del tragico affondamento, e l'HMHS Britannic, affondata durante la prima guerra mondiale. Nel 1934 a seguito della crisi economica del 1929, e per volere del governo britannico, avvenne la fusione con la Cunard Line, compagnia rivale, dando vita alla Cunard-White Star, fino al 1947, quando la Cunard acquisì tutta la compagnia, causandone la cessazione nel 1949. Il 4 novembre 1968, ogni riferimento alla White Star era scomparso.

## Storia

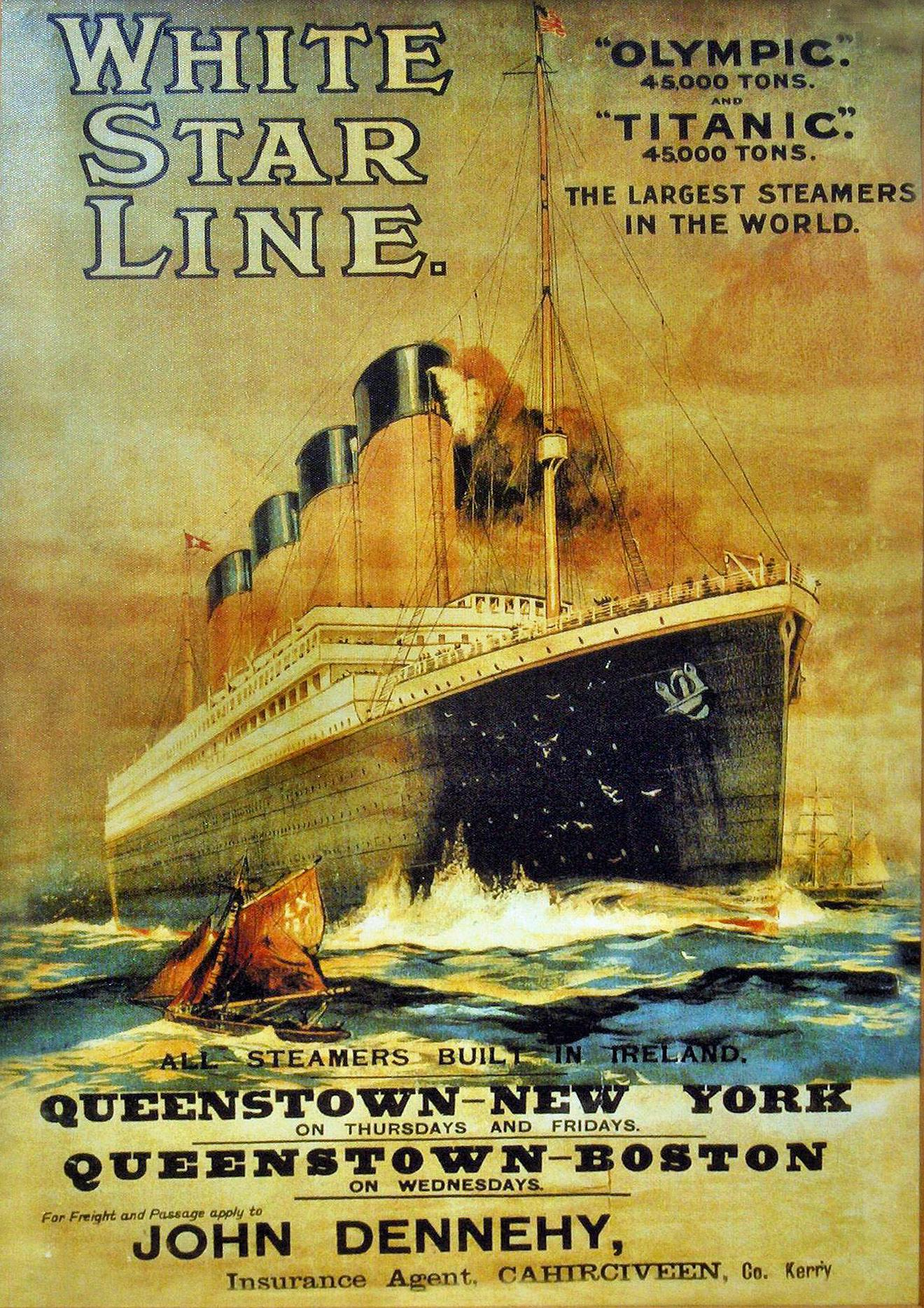
White Star Line

La compagnia è stata fondata a Liverpool nel 1845 da John Pilkington e Henry Wilson. In origine, la compagnia svolgeva essenzialmente servizio di trasporto merci. A fine Ottocento iniziò anche la costruzione di piroscafi per il trasporto di passeggeri tra Europa ed America. Caratteristica dei nomi delle navi, era la desinenza "-ic": Oceanic (1871), Atlantic (1871), Adriatic (1872), Celtic (1872), ad esempio, erano i nomi delle navi più grandi dell'epoca. Altro segno distintivo era la colorazione dei fumaioli delle navi, ocra con la parte superiore nera (mentre sulle navi della compagnia rivale Cunard Line al posto del colore ocra vi era il rosso). Quando nel 1906 la Cunard inaugurò i lussuosi, grandiosi e veloci transatlantici gemelli Lusitania e Mauretania, che effettuavano trasporto civile sulle stesse rotte delle White Star, tra le due compagnie si accese una forte rivalità. La White Star lanciò quindi il progetto della classe Olympic: tre transatlantici gemelli costruiti dai cantieri nordirlandesi Harland and Wolff, concepiti per essere le navi più grandi, lussuose e sicure mai realizzate. Le tre navi erano l'Olympic, il Titanic e il Britannic.
Solo l'Olympic ebbe una vita operativa normale (venendo posto in disarmo e demolito nel 1935), poiché il Titanic affondò nel 1912 durante il suo primo viaggio e il Britannic non ebbe modo di iniziare il servizio di linea a causa dello scoppio della prima guerra mondiale, venendo convertito in nave ospedale militare e venendo affondato da una mina tedesca nel 1916. I successivi progetti per grandi transatlantici vennero interrotti dalla guerra: tra questi la RMS Ceric, che avrebbe dovuto superare in grandezza la classe Olympic.
Successivamente la White Star Line non investì più nella costruzione di grandi navi ma, in generale, dopo la prima guerra mondiale prese in consegna materiale navale tedesco (tra le navi più famose vi era la "SS Bismarck" ribattezzata "RMS Majestic") ottenuto come risarcimento per l'affondamento del Britannic.
A causa della difficile situazione economica in cui versava ad inizio anni trenta, la compagnia si fuse nel 1934 con la rivale Cunard, la quale gestì i due terzi della nuova società fino alla sua completa acquisizione nel 1947.
L'unica nave della flotta White Star che è giunta intatta fino a noi è la SS Nomadic, che fu costruita nel 1911 come nave da supporto alla Olympic ed al Titanic. Attualmente si trova a Belfast, nello stesso luogo in cui vide la luce, e si prevede la sua trasformazione in un museo oceanografico galleggiante, al termine di un accurato processo di restauro.

## Navi più celebri della White Star Line
Le navi più celebri costruite direttamente per questa compagnia furono tre appartenenti alla Classe Olympic :
- RMS Olympic - Varato nel 1910 e demolito nel 1935, aveva una lunghezza di 269 m, una larghezza di 28 m ed una stazza di 45.324 tonnellate inizialmente; dopo l'affondamento del RMS Titanic nel 1912 fu oggetto di svariate modifiche strutturali ed arrivò ad avere una stazza di 46.359 tonnellate.
- RMS Titanic - Varato nel 1911, aveva una lunghezza di 269 m, una larghezza di 28 m ed una stazza di 46.328 tonnellate; affondò nel 1912 durante il suo viaggio inaugurale a causa della collisione con un grosso iceberg dopo quattro giorni di navigazione, causando la morte di più di 1.500 persone.
- HMHS Britannic - Varato nel 1914, aveva una lunghezza di 274m, una larghezza di 29 m ed una stazza di 48.158 tonnellate, era la nave più grande costruita direttamente per la compagnia; affondò nel 1916 durante la prima guerra mondiale.
- RMS Majestic - è la nave più grande mai posseduta dalla compagnia, in origine si chiamava SS Bismarck e venne donata dalla Germania come risarcimento nel 1922 dopo l'affondamento del HMHS Britannic nel 1916.